# I Know What You Did Last Summer
«I Know What You Did Last Summer» (с англ. — «Я знаю, что ты сделала прошлым летом») — песня канадского певца Шона Мендеса и американской певицы Камилы Кабельо (Camila Cabello, вокалистки из группы Fifth Harmony). Была выпущена 18 ноября 2015 года в качестве первого сингла дебютного студийного альбома певца Handwritten Revisited.

## История
Песня была написана случайно во время одной из остановок концертного турне The 1989 World Tour певицы Тейлор Свифт, в котором Мендес был на разогреве и Кабельо была неожиданным гостем вместе со своей группой Fifth Harmony. Произошло это в небольшой комнате переполненной людьми всего за 30 минут. Завершился весь процесс 11-часовой студийной работой.

## Музыкальное видео
Музыкальное видео на песню было снято режиссёром Райаном Паллота (Ryan Pallotta) и вышло 20 ноября 2015 года.

## Живые выступления
Шон Мендес и Камила Кабельо впервые представили свою песню «I Know What You Did Last Summer» 20 ноября 2015 года на передаче Live with Kelly and Michael, затем 24 ноября на шоу The Late Late Show with James Corden и 31 декабря 2015 года на Pitbull’s New Year’s Revolution в Майами (Флорида).
4 января 2016 года Мендес и Кабелло исполнили песню на шоу The Tonight Show Starring Jimmy Fallon. Также они исполнили эту песню вместе с «Stitches» на церемонии 2016 People’s Choice Awards.

## Награды и номинации
| Год  | Награда                             | Категория                  | Результат |
| ---- | ----------------------------------- | -------------------------- | --------- |
| 2016 | iHeartRadio Much Music Video Awards | Fan Fave Video             | Победа    |
| 2016 | iHeartRadio Much Music Video Awards | Best Pop Video             | Победа    |
| 2016 | iHeartRadio Much Music Video Awards | Video of the Year          | Номинация |
| 2016 | Premios Juventud                    | Favorite Hit               | Номинация |
| 2016 | Teen Choice Awards                  | Choice Music: Breakup Song | Номинация |

## Чарты

### Недельные чарты
| Чарт (2015—2016)                           | Высшая позиция |
| ------------------------------------------ | -------------- |
| Австралия (ARIA)                           | 33             |
| Бельгия/Фландрия (Ultratop 50)             | 21             |
| Бельгия/Валлония (Ultratip Bubbling Under) | 22             |
| Канада (Billboard Canadian Hot 100)        | 19             |
| Канада (Billboard AC)                      | 18             |
| Чехия (Rádio — Top 100)                    | 27             |
| Чехия (Singles Digitál Top 100)            | 14             |
| Дания (Tracklisten)                        | 21             |
| Франция (SNEP)                             | 192            |
| Германия (GfK)                             | 90             |
| Греция (Billboard)                         | 9              |
| Венгрия (Rádiós Top 40)                    | 7              |
| Венгрия (Single Top 40)                    | 26             |
| Ирландия (IRMA)                            | 42             |
| Италия (FIMI)                              | 53             |
| Нидерланды (Dutch Top 40)                  | 12             |
| Нидерланды (Single Top 100)                | 17             |
| Новая Зеландия (Recorded Music NZ)         | 1              |
| Норвегия (VG-lista)                        | 18             |
| Польша (Polish Airplay Top 100)            | 27             |
| Португалия (AFP)                           | 12             |
| Словакия (Rádio — Top 100)                 | 67             |
| Словакия (Singles Digitál Top 100)         | 19             |
| Швеция (Sverigetopplistan)                 | 24             |
| Швейцария (Schweizer Hitparade)            | 51             |
| Великобритания (OCC UK Singles)            | 42             |
| США (Billboard Hot 100)                    | 20             |
| США (Billboard Adult Pop Airplay)          | 28             |
| США (Billboard Pop Airplay)                | 10             |
| США (Billboard Digital Song Sales)         | 5              |

## Сертификации
| Регион | Сертификация  | Продажи   |
| --- | ------------- | --------- |
| Австралия (ARIA) | Золотой       | 35 000^   |
| Канада (Music Canada) | 3× Платиновый | 240 000   |
| Италия (FIMI) | Золотой       | 25 000    |
| Новая Зеландия (RMNZ) | Золотой       | 7500*     |
| Норвегия (IFPI Norway) | Платиновый    | 40 000    |
| Швеция (GLF) | Платиновый    | 40 000    |
| Великобритания (BPI) | Платиновый    | 600 000   |
| США (RIAA) | Платиновый    | 1 000 000 |
| * Данные о продажах приведены только на основе сертификации. · ^ Данные о тиражах приведены только на основе сертификации. · Данные о продажах + прослушиваниях приведены только на основе сертификации. |               |           |